# SS Edmund Fitzgerald
O SS Edmund Fitzgerald foi um navio graneleiro estadunidense que naufragou em uma tempestade no lago Superior em 10 de novembro de 1975, com a perda total da tripulação de 29 pessoas. Quatro dias depois do naufrágio, ele foi localizado em águas profundas por uma aeronave da Marinha dos Estados Unidos, detectando anomalias magnéticas, e logo depois foi encontrado dividido em duas grandes partes. Quando lançado em 7 de junho de 1958, ele era o maior navio dos Grandes Lagos e continua sendo o maior a ter naufragado naquela região.
Por mais de 17 anos, o Edmund Fitzgerald transportou minério de ferro de taconite de minas perto de Duluth, Minnesota, para obras em Detroit, Toledo e outros portos dos Grandes Lagos. Como um "burro de carga", ele estabeleceu seis recordes de transportes sazonais, muitas vezes quebrando suas próprias marcas anteriores. O capitão do navio, Peter Pulcer, era conhecido por tocar música de dia ou de noite pelo intercomunicador do navio, quando passava pelos rios Sainte Clair e Detroit (entre os lagos Huron e Erie), e entretinha os espectadores em Soo Locks (entre os lagos Superior e Huron) com uma descrição comentada sobre o navio. O tamanho do Fitzgerald e o seu desempenho em quebrar recordes, como também a presença de um "capitão DJ", tornaram-no popular entre os observadores de barcos.
Abastecido com uma carga completa de pelotas de minério, e com o capitão Ernest M. McSorley no comando, o navio iniciou sua malsucedida viagem na tarde de 9 de novembro de 1975, em Superior, Wisconsin, na região de Duluth. A caminho de uma siderúrgica perto de Detroit, o Edmund Fitzgerald juntou-se a um segundo cargueiro, o SS Arthur M. Anderson. No dia seguinte os dois navios foram apanhados em uma forte tempestade no lago Superior, com ventos próximos à força de um furacão e com ondas de até 11 m de altura. Pouco depois das 19h10, o Edmund Fitzgerald naufragou subitamente em águas canadenses (Ontário) com 160 m de profundidade, a cerca de 27 km da Baía Whitefish, perto das cidades gêmeas de Sault Sainte Marie, Michigan e Sault Sainte Marie, Ontário – uma distância que o Edmund Fitzgerald poderia ter percorrido em pouco mais de uma hora estando em sua velocidade máxima. Embora o Fitzgerald tenha relatado mais cedo estar com dificuldades, nenhum sinal de socorro foi enviado antes de seu naufrágio; a última mensagem do capitão McSorley para o Arthur M. Anderson dizia: "Estamos nos segurando". Sua tripulação de 29 pessoas pereceu, e nenhum corpo foi recuperado. A causa exata do naufrágio permanece desconhecida, embora numerosos livros, estudos e expedições tenham examinado a questão e proposto teorias. O Edmund Fitzgerald pode ter sido inundado, ter sofrido falhas estruturais ou danos na parte superior, ter colidido com um banco de areia ou sofrido uma combinação destes.
O desastre é um dos mais conhecidos da história dos navios e navegações dos Grandes Lagos. O músico Gordon Lightfoot transformou-o no tema de seu sucesso "The Wreck of the Edmund Fitzgerald", de 1976, depois de ler um artigo, "The Cruelest Month", na edição de 24 de novembro de 1975 da Newsweek. O naufrágio levou a mudanças nas regulamentações e práticas de transporte dos Grandes Lagos, que incluíram roupas de sobrevivência obrigatórias, detectores de profundidade, sistemas de posicionamento, uma maior borda livre e uma inspeção mais frequente das embarcações.

## História

### Designe construção

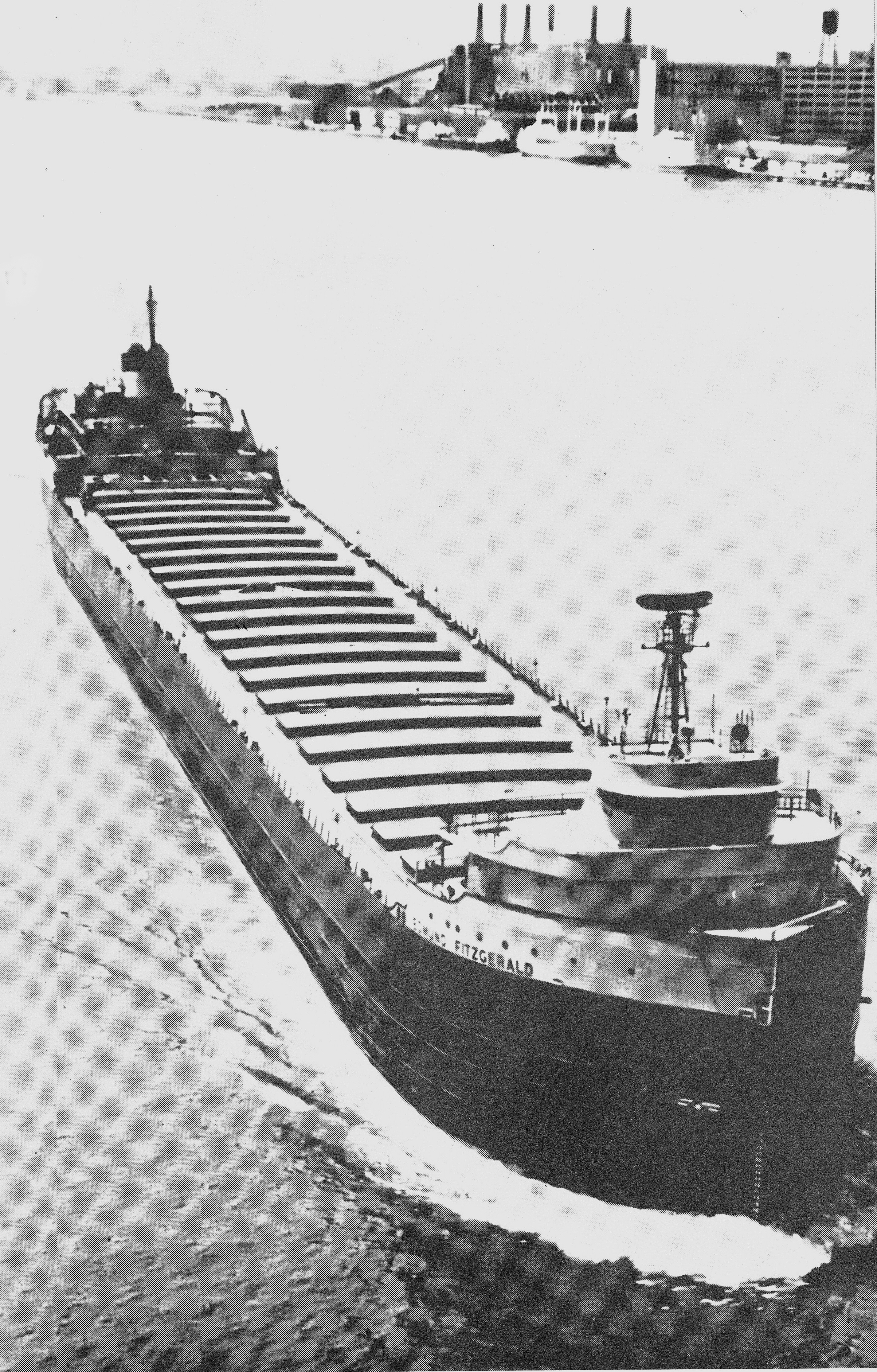
SS Edmund Fitzgerald, de saída e cheio de água de lastro.

A Northwestern Mutual Life Insurance Company de Milwaukee, Wisconsin, investiu em grande escala nas indústrias de ferro e minerais, incluindo na construção do Edmund Fitzgerald, que representou o primeiro investimento da história de uma companhia de seguros de vida estadunidense em algo do tipo. Em 1957 eles contrataram a Great Lakes Engineering Works (GLEW), de River Rouge, Michigan, para projetar e construir o navio "com um pé a menos do que o comprimento máximo permitido para passagem no futuro Canal de São Lourenço." O valor do navio na época era de sete milhões de dólares americanos (equivalente a 48,8 milhões em 2018). O Edmund Fitzgerald foi o primeiro lake freighter a ser construído com o tamanho máximo do padrão seawaymax, com 222,5 m de comprimento, 22,9 m de largura e um calado de 7,6 m. Seu pontal (a altura vertical do casco) tinha 12 m. O pontal interno (em inglês, depth of hold — a altura interna do local de transporte de carga) era de 10,16 m. Em 7 de agosto do mesmo ano, a GLEW instalou o primeiro prato de quilha no navio em construção.
Com uma capacidade de porte bruto de 26 mil toneladas de deslocamento (29 120 toneladas curtas; 26 4172 toneladas) e com um casco de 222 metros, o Edmund Fitzgerald era o navio mais longo dos Grandes Lagos, o que lhe valeu o título de "Queen of the Lakes" até 17 de setembro de 1959, quando foi lançado o SS Murray Bay, também com 222,5 m. Os três compartimentos centrais de transporte de carga do Edmund Fitzgerald eram carregados através de 21 escotilhas estanques, cada uma com 3,4 por 14,6 m de espessura e 7,9 mm de aço. Originalmente utilizadas para queimar carvão, suas caldeiras foram convertidas para queimar óleo durante o inverno de 1971-72. Em 1969 a manobrabilidade do navio foi melhorada, com a instalação de um propulsor de proa movido a diesel.
Para os padrões dos navios de carga de minério, o interior do Edmund Fitzgerald era luxuoso. Seus móveis, projetados pela companhia J.L. Hudson, incluíam carpetes felpudos, banheiros azulejados, cortinas sobre as vigias e cadeiras giratórias de couro no salão dos hóspedes. Tinha dois quartos de hóspedes, para os passageiros. O ar-condicionado estendia-se aos alojamentos da tripulação, que apresentavam mais amenidades do que o habitual. Uma grande cozinha e despensa totalmente equipadas forneciam refeições para duas salas de jantar. A ponte de comando do Edmund Fitzgerald foi aparelhada com "equipamentos náuticos de última geração e uma bela sala de mapas".

### Nome e lançamento
A Northwestern Mutual batizou o navio com o nome de seu presidente e chefe do seu conselho de administração, Edmund Fitzgerald. O avô de Fitzgerald tinha sido um capitão de lago e seu pai era dono da Milwaukee Drydock Company, que construía e consertava navios. Mais de quinze mil pessoas assistiram à cerimônia de batismo e lançamento do Edmund Fitzgerald, em 7 de junho de 1958. Mas o evento foi marcado por infortúnios: quando Elizabeth Fitzgerald, esposa de Edmund Fitzgerald, tentou batizar o navio quebrando uma garrafa de champanhe sobre a proa, careceu de três tentativas até conseguir quebrá-la. Um atraso de 36 minutos seguiu-se, enquanto a equipe do estaleiro se esforçava para soltar os pratos de quilha. Após o lançamento lateral o navio criou uma grande onda que "encharcou" os espectadores, e depois colidiu com um píer, antes de se endireitar. Um homem que assistia ao lançamento teve um ataque cardíaco e depois morreu. Outras testemunhas disseram mais tarde que juraram que o navio estava "tentando sair da água". Em 22 de setembro de 1958, o Edmund Fitzgerald completou nove dias de testes no mar.

### Carreira

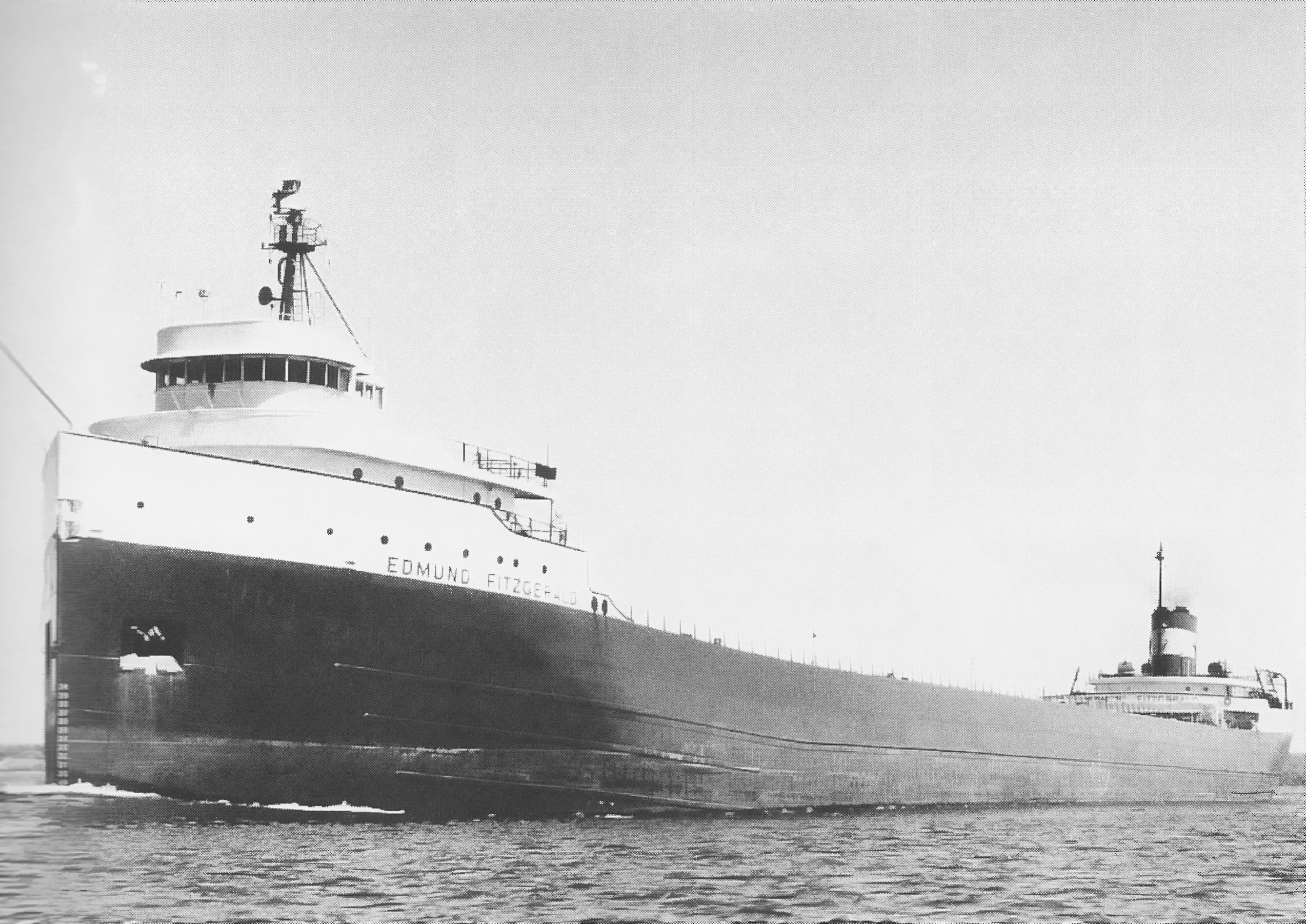
SS Edmund Fitzgerald em andamento.

A prática normal da Northwestern Mutual era de comprar navios para serem operados por outras empresas. No caso do Edmund Fitzgerald, eles assinaram um contrato de 25 anos com a Oglebay Norton Corporation para que ela operasse o navio. A Oglebay Norton imediatamente designou o Edmund Fitzgerald como o navio-almirante de sua frota da Columbia Transportation.
O Edmund Fitzgerald foi um "burro de carga" que estabeleceu diversos recordes, muitas vezes quebrando suas próprias marcas anteriores. A carga recorde da embarcação para uma única viagem foi de 27 402 toneladas de deslocamento (30 690 toneladas curtas; 27 842 toneladas), em 1969. Por 17 anos o Edmund Fitzgerald transportou minério de ferro de taconite, de minas perto de Duluth, Minnesota, para obras em Detroit, Toledo e para outros portos dos Grandes Lagos. Ele estabeleceu seis recordes de transportes sazonais. Seus apelidos incluíam "Fitz", "Pride of the American Side", "Mighty Fitz", "Toledo Express", "Big Fitz", e "Titanic of the Great Lakes". O carregamento do Edmund Fitzgerald com pelotas de taconite demorava cerca de quatro horas e meia, enquanto o descarregamento durava cerca de 14 horas. Uma viagem de ida e volta, entre Superior e Detroit, costumava levar cinco dias, e ele fazia em média 47 viagens semelhantes a cada temporada. A rota usual da embarcação era entre Superior e Toledo, Ohio, embora seu porto de destino pudesse variar. Em novembro de 1975 o histórico Edmund Fitzgerald registrava uma estimativa de 748 viagens de ida e volta nos Grandes Lagos, e mais de um milhão de milhas percorridas, "uma distância equivalente a aproximadamente 44 viagens ao redor do mundo".
Até algumas semanas antes de sua perda, passageiros viajaram a bordo como convidados da empresa. Frederick Stonehouse escreveu:
Comissários de bordo atendiam os convidados com um serviço padrão VIP. A cozinha era considerada excelente e lanches estavam sempre disponíveis no salão. Uma pequena mas bem equipada kitchenette provia as bebidas. Uma vez em cada viagem, o capitão oferecia um jantar à luz de velas para os convidados, completo com mordomos uniformizados e ponche clamdigger [bebida]".
Por causa de seu tamanho, aparência, sequência de recordes e um "capitão DJ", o Edmund Fitzgerald tornou-se um favorito dos observadores de barco ao longo de sua carreira. Embora o capitão Peter Pulcer estivesse no comando do Edmund Fitzgerald nas viagens em que os recordes de carga eram realizados, "ele é mais lembrado [...] por tocar música de dia ou de noite, pelo sistema de intercomunicação do navio", ao passar pelos rios Sainte Clair e Detroit. Enquanto navegava pelas Soo Locks, ele frequentemente saía da ponte de comando e usava um megafone para entreter os turistas com um comentário sobre detalhes acerca do Edmund Fitzgerald.
Em 1969 o Edmund Fitzgerald recebeu um prêmio de segurança, por oito anos de operação sem qualquer registro de lesão que afastasse um trabalhador de seu serviço. O navio encalhou em 1969, e colidiu com a SS Hochelaga em 1970. Mais tarde nesse mesmo ano ele atingiu a parede de uma eclusa, um acidente repetido em 1973 e 1974. Durante 1974 ele perdeu sua âncora de proa original no rio Detroit. Entretanto, nenhum desses contratempos foi considerado grave ou incomum. Navios de água doce foram construídos para durar mais de meio século, e o Edmund Fitzgerald ainda deveria ter uma longa carreira à sua frente quando naufragou.

### Viagem final e naufrágio

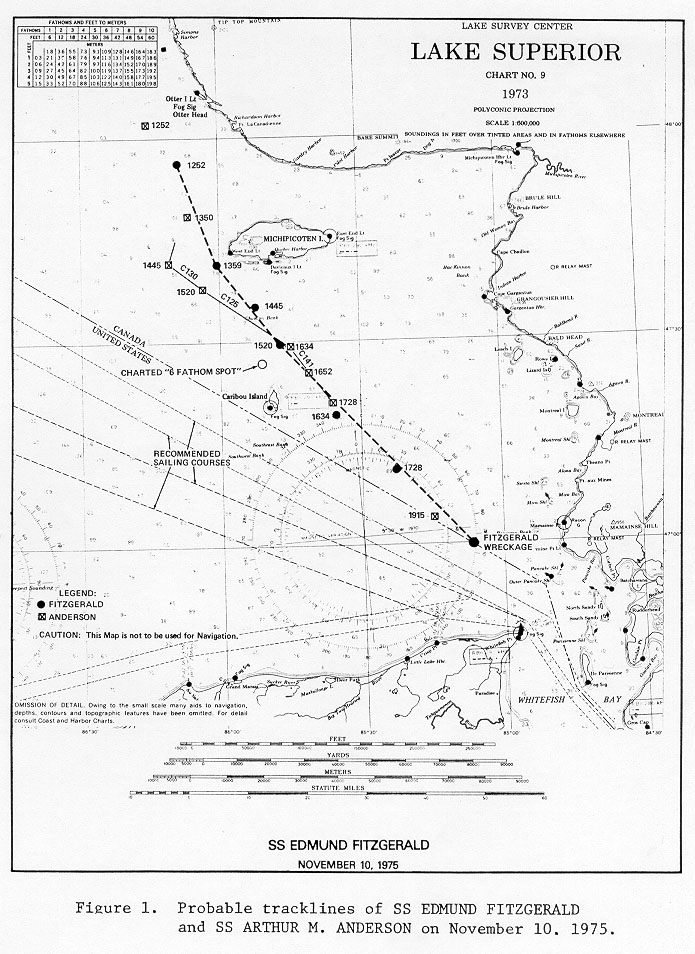
O mapa do National Transportation Safety Board do curso provável do Edmund Fitzgerald e Arthur M. Anderson.

O Edmund Fitzgerald saiu de Superior, Wisconsin, às 14h15, na tarde de 9 de novembro de 1975, sob o comando do capitão Ernest M. McSorley. Ele estava a caminho da usina siderúrgica de Zug Island, perto de Detroit, carregado com 26 116 toneladas de deslocamento (29 250 toneladas curtas; 26 535 toneladas) de pelotas de minério de taconite, e logo alcançou sua velocidade máxima de 26,2 km/h. Por volta das 17h, em Two Harbors, Minnesota, o Edmund Fitzgerald juntou-se a um segundo cargueiro, o Arthur M. Anderson, sob o comando do capitão Jesse B. "Bernie" Cooper, destinado a Gary, Indiana. A previsão do tempo não era incomum para novembro e o Serviço Nacional de Meteorologia dos Estados Unidos (NWS) previu que uma tempestade passaria ao sul do lago Superior às 7h de 10 de novembro.
O SS Wilfred Sykes foi carregado na doca norte n.º 1 de Burlington, oposta à doca em que o Edmund Fitzgerald recebera sua carga, e partiu às 16h15, cerca de duas horas depois do Edmund Fitzgerald. Apesar da previsão do NWS, o capitão Dudley J. Paquette, do Wilfred Sykes, previu que uma grande tempestade atravessaria diretamente o lago Superior. Desde o início, ele escolheu uma rota que tinha como vantagem a proteção oferecida pela costa norte do lago, evitando assim os piores efeitos que a tempestade poderia causar. A tripulação do Wilfred Sykes acompanhou as conversas de rádio entre o Edmund Fitzgerald e o Arthur M. Anderson durante a primeira parte de sua viagem, e ouviu seus capitães decidirem tomar a rota regular da Associação dos Transportadores dos Lagos. O NWS alterou sua previsão às 19h, emitindo advertências de vendaval para todo o lago Superior. O Arthur M. Anderson e o Edmund Fitzgerald mudaram de rumo para o norte, em busca de abrigo ao longo da costa de Ontário, mas encontraram uma tempestade de inverno às 1h de 10 de novembro. O Edmund Fitzgerald relatou ventos de 96 km/h e ondas de 3 m de altura. O capitão Paquette, do Wilfred Sykes, relatou que, depois das 1h, ele ouviu McSorley dizer que havia reduzido a velocidade do navio por causa das difíceis condições. Paquette disse que ficou surpreso ao ouvir McSorley, que não era conhecido por se afastar ou diminuir a velocidade, afirmar que "nós vamos nos abrigar no lado sotavento da Isle Royale. Você está se afastando de nós, de qualquer maneira [...] eu não posso permanecer com vocês."
Às 2h de 10 de novembro o NWS atualizou seus alertas, de vendaval para tempestade, prevendo ventos de 65 a 93 km/h. Até então o Edmund Fitzgerald havia seguido o Arthur M. Anderson, que viajava a uma velocidade constante de 23,5 km/h, mas às 3h o Edmund Fitzgerald, mais veloz, tomou a dianteira. Quando o centro da tempestade passou sobre os navios, eles enfrentaram ventos inconstantes, com a velocidade dos mesmos diminuindo temporariamente, conforme a direção do vento mudava de nordeste para sul e, depois, para noroeste. A partir das 13h50, quando o Arthur M. Anderson registrou rajadas de 93 km/h, a velocidade do vento voltou a subir rapidamente, e às 14h45 começou a nevar, reduzindo a visibilidade; o Arthur M. Anderson perdeu a visão do Edmund Fitzgerald, que naquele momento estava cerca 26 km à sua frente.
Pouco depois das 15h30 o capitão McSorley ligou para o rádio do Arthur M. Anderson, para informar que o Edmund Fitzgerald estava se enchendo de água, e que o navio havia perdido duas tampas de ventilação e uma grade de cerca. Posteriormente, o navio adernou fortemente, quase capotando. Duas das seis bombas de esgotamento do Edmund Fitzgerald trabalhavam continuamente, para descarregar a água que entrava no navio. McSorley disse que desaceleraria seu navio, para que o Arthur M. Anderson pudesse reduzir a distância entre eles. Em uma transmissão logo depois, a Guarda Costeira dos Estados Unidos (USCG) avisou a todos os navios que as Soo Locks haviam sido fechadas, e que eles deveriam buscar uma ancoragem segura. Pouco depois das 16h10 McSorley telefonou novamente para o Arthur M. Anderson, para relatar uma falha no radar e pedir ao Arthur M. Anderson para acompanhá-los. O Edmund Fitzgerald, efetivamente cego, reduziu a sua velocidade para permitir ao Arthur M. Anderson chegar a uma distância de 16 km, de forma que pudesse ser orientado pelo radar desse outro navio.
Por um tempo o Arthur M. Anderson conduziu o Edmund Fitzgerald para a relativa segurança da Whitefish Bay; então, às 16h39, McSorley entrou em contato com a estação da USCG em Grand Marais, Michigan, para saber se a luz do farol e a antena de navegação de Whitefish Point estavam operacionais. A USCG respondeu que seu equipamento de monitoramento indicavam que ambos os instrumentos estavam inativos. McSorley, em seguida, pediu a todos os navios na área de Whitefish Point que lhe informassem sobre o estado dos instrumentos de Whitefish Point, recebendo uma resposta do capitão Cedric Woodard, do Avafors, entre 17h e 17h30, dizendo que a luz do farol de Whitefish Point estava funcionando, mas não a antena de navegação. Mais tarde Woodard declarou ao Marine Board que ouvira McSorley dizer: "Não permita ninguém no convés", assim como algo sobre uma escotilha, que Woodard não conseguira entender. Algum tempo depois, McSorley disse a Woodard: "Eu tenho um 'adernamento grave', perdi os dois radares e estou tomando ondas pesadas sobre o convés, em um dos piores mares em que já estive".

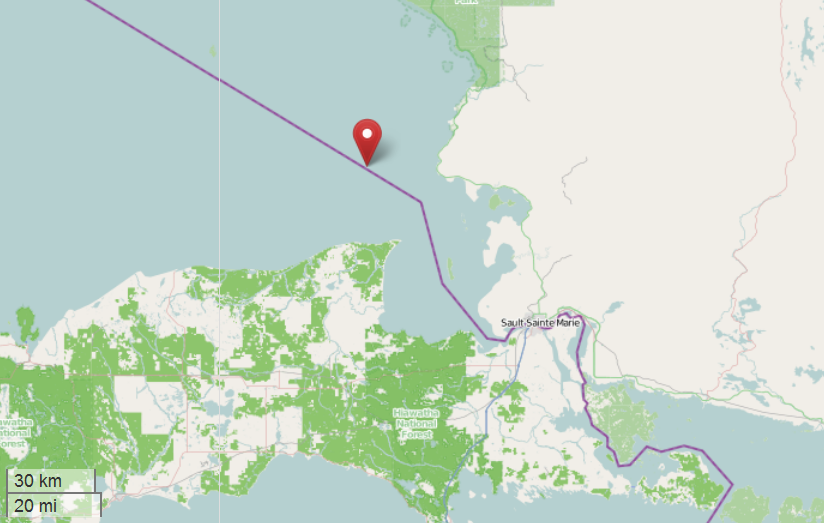
Mapa mostrando o local do naufrágio, com um ponto vermelho.

No final da tarde de 10 de novembro ventos fortes de mais de 93 km/h foram registrados por navios e pontos de observação no leste do lago Superior. O Arthur M. Anderson registrou ventos fortes de até 107 km/h às 16h52, enquanto as ondas aumentaram para os 7,6 m, às 18h. O Arthur M. Anderson também foi atingido por rajadas de 130 a 139 km/h e vagalhões de até 11 m.
A última comunicação do navio chegou aproximadamente às 19h10, quando o Arthur M. Anderson notificou ao Edmund Fitzgerald um navio que estava próximo e perguntou como ele estava indo. McSorley respondeu: "Estamos nos segurando". Ele naufragou minutos depois. Nenhum sinal de socorro foi recebido e, dez minutos depois, o Arthur M. Anderson perdeu a capacidade de contactar o Edmund Fitzgerald pelo rádio ou de detectá-lo no radar.

### Busca

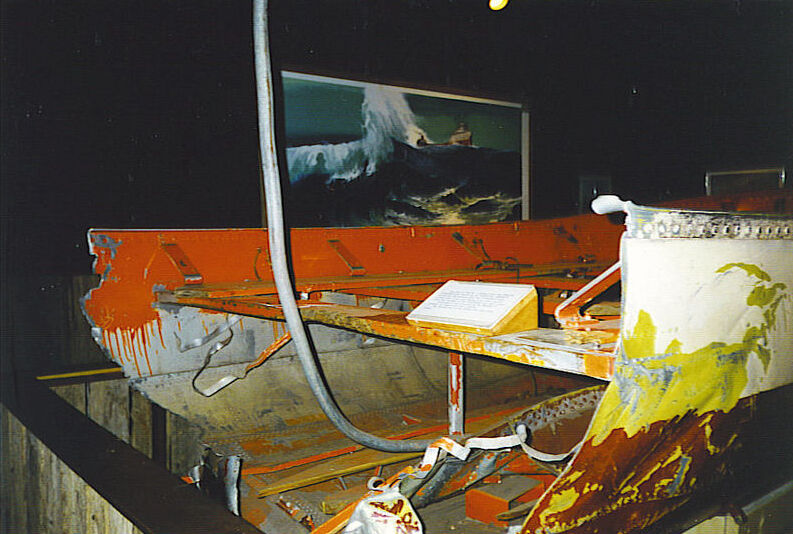
Um dos botes salva-vidas do Edmund Fitzgerald, exposto no museu de navios Valley Camp.

O capitão Cooper do Arthur M. Anderson chamou pela primeira vez a USCG em Sault Sainte Marie às 19h39, no canal 16, a frequência de socorro do rádio. Os socorristas da USCG o instruíram a ligar para o canal 12, porque queriam manter seu canal de emergência aberto e porque estavam tendo dificuldades com seus sistemas de comunicação por causa de antenas destruídas pela tempestade. Cooper então contatou a embarcação de água salgada Nanfri e foi informado de que ela também não estava conseguido detectar o Edmund Fitzgerald em seu radar. Apesar de repetidas tentativas de contactar a USCG, Cooper não teve sucesso até às 19h54, quando o oficial responsável pediu-lhe para vigiar um barco de 4,9 m que estava perdido na área. Por volta das 20h25 Cooper chamou novamente a USCG, para expressar sua preocupação com o Edmund Fitzgerald, e às 21h03 relatou seu desaparecimento. O suboficial Philip Branch mais tarde testemunhou: "Eu considerei isso sério, mas na época não era urgente".
Com a falta de embarcações de busca e resgate apropriadas para responder ao desastre do Edmund Fitzgerald, aproximadamente às 21h a USCG pediu ao Arthur M. Anderson que desse meia-volta e procurasse sobreviventes. Por volta das 22h30 a USCG solicitou a todas as embarcações comerciais ancoradas em ou perto da Whitefish Bay para ajudar na busca. A busca inicial por sobreviventes foi realizada pelo Arthur M. Anderson e um segundo cargueiro, o SS William Clay Ford. Os esforços de um terceiro cargueiro, o SS Hilda Marjanne, registrado em Toronto, foram frustrados pelo clima. A USCG enviou um navio-balizador, o USCGC Woodrush, de Duluth, mas este demorou duas horas e meia para partir e um dia para viajar até a área de busca. A estação da USCG de Traverse City, Michigan, lançou uma aeronave de busca, Grumman HU-16 Albatross, que chegou ao local às 22h53, enquanto um helicóptero da USCG, Sikorsky HH-52 Seaguard, com um holofote de 3,8 milhões de velas chegou na área de busca à 1h de 11 de novembro. Os aviões da Guarda Costeira do Canadá se uniram à busca de três dias e a Polícia Provincial de Ontário estabeleceu e manteve uma patrulha na praia ao longo do leste da margem do lago Superior.
Embora a busca tenha resultado na recuperação de detritos, incluindo botes salva-vidas e jangadas, nenhum dos tripulantes foi encontrado. Em sua última viagem, a tripulação de 29 pessoas do Edmund Fitzgerald consistia do capitão, o primeiro, segundo e terceiro oficiais náuticos, cinco engenheiros, três lubrificadores, um cozinheiro, um limpador, dois homens de manutenção, três vigias, três marinheiros, três timoneiros, dois porteiros, um cadete e um despenseiro. A maioria da tripulação era de Ohio e Wisconsin; suas idades variavam do vigia Karl A. Peckol, de 20 anos, ao capitão McSorley, de 63 anos e que já planejava sua aposentadoria.
O Edmund Fitzgerald está entre os maiores e mais conhecidos navios perdidos e naufragados nos Grandes Lagos, mas ele não está sozinho no leito marinho do lago Superior naquela área. Nos anos entre 1816, quando o Invincible desapareceu, e 1975, quando o Edmund Fitzgerald naufragou, pelo menos 240 navios haviam naufragado na área de Whitefish Point.

## Descoberta e pesquisas do naufrágio

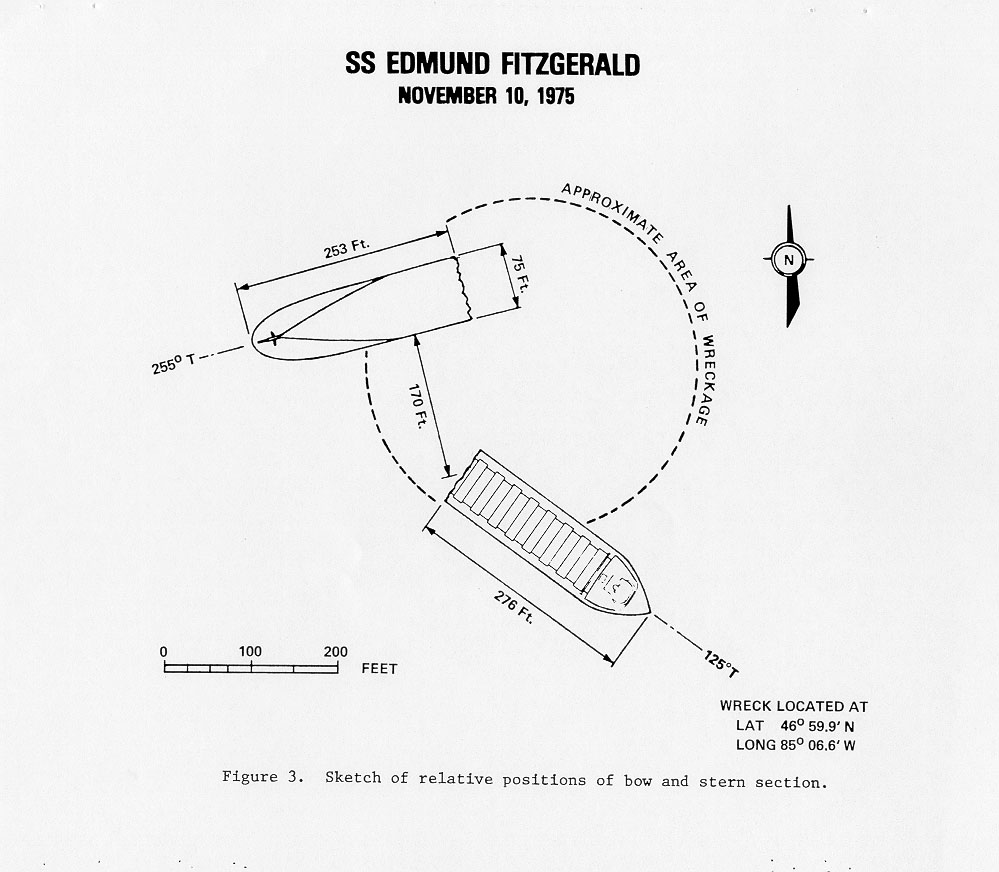
Um desenho da USCG das posições relativas das partes naufragadas.

### Descoberta do naufrágio
Uma aeronave da Marinha dos Estados Unidos, Lockheed P-3 Orion, pilotada pelo tenente George Conner e equipada para detectar anomalias magnéticas geralmente associadas a submarinos, encontrou o navio naufragado em 14 de novembro de 1975. O Edmund Fitzgerald estava a cerca de 24 km a oeste de Deadman's Cove, Ontario, e a 27 km para o sudeste da entrada para Whitefish Bay, em águas canadenses e perto do limite internacional, a uma profundidade de 160 m. Uma pesquisa adicional de 14 a 16 de novembro por parte da USCG, utilizando um sonar de varredura lateral, revelou dois objetos grandes próximos ao fundo do lago. A Marinha dos Estados Unidos também contratou a empresa Seaward para realizar uma segunda pesquisa entre 22 e 25 de novembro.

### Pesquisas subaquáticas
De 20 a 28 de maio de 1976 a Marinha dos Estados Unidos realizou mergulhos junto aos destroços, utilizando seu submersível não tripulado CURV-III, e encontrou o Edmund Fitzgerald divido em duas grande partes, em um raio de 160 m. Estimativas da Marinha estimaram o comprimento da seção da proa em 84 m e da seção de popa em 77 m. A seção da proa estava de pé sobre a lama, a cerca de 52 m da seção da popa, que estava virada em um ângulo de 50 graus em relação à proa. Entre as duas seções quebradas havia espalhada uma grande massa de pelotas de taconite e destroços, incluindo tampas de escotilha e revestimento do casco.
Em 1980, durante uma expedição de mergulho de pesquisa no lago Superior, o explorador marítimo Jean-Michel Cousteau, filho de Jacques-Yves Cousteau, enviou dois mergulhadores da RV Calypso no primeiro mergulho submersível tripulado para o Edmund Fitzgerald. O mergulho foi breve e, embora a equipe de mergulho não tenha tirado conclusões definitivas, eles especularam que o Edmund Fitzgerald havia se partido na superfície.
Em 1989 o Programa Michigan Sea Grant organizou um mergulho de três dias para pesquisar acerca do Edmund Fitzgerald. O objetivo principal era gravar fitas de vídeo em 3D para uso em programas educacionais de museus e produção de documentários. A expedição utilizou um sistema de levantamento de reboque (TSS Mk1) e um veículo submarino operado remotamente (ROV). O ROV foi equipado com câmeras estereoscópicas em miniatura e lentes grandes e angulares para produzir imagens tridimensionais. O sistema de levantamento de reboque e o ROV foram projetados, construídos e operados por Chris Nicholson, da empresa Deep Sea Systems International. Os participantes incluíram a Administração Oceânica e Atmosférica Nacional (NOAA), a National Geographic Society (NGS), o Corpo de Engenheiros do Exército dos Estados Unidos, a Sociedade Histórica dos Naufrágios dos Grandes Lagos (GLSHS) e o United States Fish and Wildlife Service, este último fornecendo o RV Grayling como o navio de apoio para o ROV. A GLSHS utilizou parte das cinco horas de imagens de vídeo produzidas durante os mergulhos em um documentário e a NGS usou um segmento em uma transmissão. Em 1990, Frederick Stonehouse, que escreveu um dos primeiros livros sobre o naufrágio do Edmund Fitzgerald, moderou um painel de revisão do vídeo, mas que não pôde chegar a conclusões sobre a causa do naufrágio do Edmund Fitzgerald.
Em 1994, o explorador canadense Joseph B. MacInnis organizou e conduziu seis mergulhos financiados pelo governo na localidade do naufrágio do Edmund Fitzgerald, durante um período de três dias. A Harborover Oceanographic Institution forneceu o Edwin A. Link como navio de suporte, e seu submersível tripulado, Celia. A GLSHS pagou dez mil dólares para três de seus membros irem em um mergulho naquela região e tirarem fotos. MacInnis concluiu que as anotações e vídeos obtidos durante os mergulhos não explicam porquê o Edmund Fitzgerald naufragou. No mesmo ano Fred Shannon, mergulhador de longa data, fundou a empresa Deepquest e organizou um mergulho com fundos privados para investigar o naufrágio do Edmund Fitzgerald utilizando o Delta, um submersível da Delta Oceanographic. A Deepquest realizou sete mergulhos e registrou mais de 42 horas de vídeo subaquático, enquanto Shannon estabeleceu o recorde de mais longo mergulho submersível para o Edmund Fitzgerald, de 211 minutos. Antes de conduzir os mergulhos, Shannon estudou os gráficos de navegação da NOAA e descobriu que a fronteira internacional havia mudado três vezes antes de sua publicação pela NOAA, em 1976. Shannon determinou que, com base nas coordenadas do GPS da expedição Deepquest de 1994, "pelo menos um terço dos dois acres de destroços imediatos, contendo as duas maiores porções da embarcação, estão em águas norte-americanas devido a um erro na posição da linha da fronteira entre os Estados Unidos e o Canadá mostrada nos gráficos oficiais sobre o lago."
O grupo de Shannon descobriu os restos mortais de um membro da tripulação parcialmente vestido de macacão e com um colete salva-vidas deitado de costas no fundo do lago ao lado da proa do navio, indicando que pelo menos um dos tripulantes estava ciente da possibilidade da embarcação naufragar. O tecido do colete salva-vidas havia deteriorado e "o que se pensa ser seis blocos de cortiça retangular [...] claramente visíveis". Shannon concluiu que um "colapso estrutural maciço e avançado" fez com que o Edmund Fitzgerald se partisse na superfície e naufragasse.
Em 1995, MacInnis liderou outra série de mergulhos para recuperar o sino do Edmund Fitzgerald. A tribo Sault, dos índios Chippewa, apoiou a expedição assinando um empréstimo no valor de 250 mil dólares. O traje de mergulho atmosférico do engenheiro canadense Phil Nuytten, conhecido como "Newtsuit", foi usado para recuperar o sino do navio, substituí-lo por uma réplica e colocar uma lata de cerveja na ponte de comando do Edmund Fitzgerald. Naquele mesmo ano Terrence Tysall e Mike Zee marcaram vários recordes quando usaram gás trimix para mergulhar até o Edmund Fitzgerald. Os dois são os únicos conhecidos a terem tocado os destroços do Edmund Fitzgerald. Eles também estabeleceram recordes para o mergulho mais profundo nos Grandes Lagos e o mergulho mais profundo de um naufrágio, e foram os primeiros mergulhadores a chegarem ao Edmund Fitzgerald sem a ajuda de um submersível. Eles levaram seis minutos para chegar ao naufrágio, seis minutos para avaliar e inspecionar o navio, e três horas para voltar para a superfície, de modo a evitar a doença de descompressão.

### Restrições nas pesquisas
Nos termos do Ontario Heritage Act (OHA), toda atividade em sítios arqueológicos registrados carece de uma licença. Em março de 2005 a Whitefish Point Preservation Society acusou a GLSHS de realizar um mergulho não autorizado no Edmund Fitzgerald. Embora o diretor da GLSHS tenha admitido ter realizado um exame de sonar do naufrágio em 2002, ele negou que tal pesquisa exigisse uma licença no momento em que foi realizada.
Uma emenda ao OHA, de abril de 2005, permite que o governo de Ontário imponha a exigência de licença para mergulhos, operação de submersíveis, sonares de varredura lateral ou câmeras subaquáticas dentro de um raio designado ao redor de locais protegidos. Conduzir qualquer uma dessas atividades sem uma licença resultaria em multas de até um milhão de dólares. Com base na lei alterada, para proteger locais de naufrágio considerados "túmulos aquáticos", o governo de Ontário emitiu regulamentos atualizados em janeiro de 2006, incluindo uma área com um raio de 500 m em torno do Edmund Fitzgerald e outros sítios arqueológicos especificamente designados. Em 2009 uma nova emenda ao OHA impôs exigências de licenciamento a qualquer tipo de dispositivo de levantamento de dados.

## Teorias sobre a causa do naufrágio
O clima extremo e as condições do mar desempenham um papel em todas as teorias publicadas sobre o naufrágio do Edmund Fitzgerald, mas diferem nos outros fatores causais.

### Teoria das ondas e do tempo

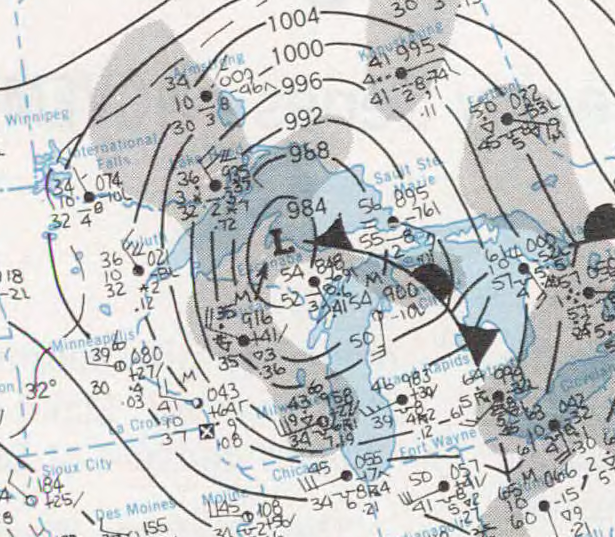
Mapa meteorológico de 10 de novembro de 1975.

Em 2005, a NOAA e a NWS realizaram uma simulação por computador, incluindo condições meteorológicas e de ondas, cobrindo o período de 9 de novembro de 1975 até a madrugada de 11 de novembro. A análise da simulação mostrou que duas áreas separadas de ventos fortes apareceram sobre o lago Superior às 16h de 10 de novembro. Uma tinha ventos com velocidades superiores a 80 km/h, e a outra ventos que excediam os 74 km/h. A parte sudeste do lago, a direção para a qual o Edmund Fitzgerald se dirigia, tinha os ventos mais fortes. A altura média das ondas aumentou para cerca de 5,8 m às 19h de 10 de novembro, e os ventos excederam os 80 km/h na maior parte do sudeste do lago Superior.
O Edmund Fitzgerald naufragou na borda leste da área de fortes ventos, onde a longa fetch, ou seja, a distância que o vento sopra sobre a água, produziu ondas significativas com média de 7 m às 19h e mais de 7,6 m às 20h. A simulação também mostrou uma em cem ondas atingindo 11 m e uma em cada uma mil atingindo 14 m. Como o navio seguia para leste-sudeste, é provável que as ondas tenham causado a forte movimentação do Edmund Fitzgerald.
Na época do naufrágio, o Arthur M. Anderson relatou ventos de 92 km/h, compatíveis com o resultado da análise de simulação, de 87 km/h. A análise mostrou ainda que os ventos máximos, que chegaram perto da força de um furacão, atingiram cerca de 110 km/h com rajadas de 138 km/h na hora e local onde o Edmund Fitzgerald naufragou.

### Teoria do vagalhão
Um grupo de três vagalhões, muitas vezes chamado de "três irmãs", foi relatado nas proximidades do Edmund Fitzgerald no momento em que ele naufragou. Diz-se que o fenômeno das "três irmãs" ocorre, no lago Superior, como resultado de uma sequência de três vagalhões formados que são um terço maiores do que as ondas normais. A primeira onda introduz uma quantidade anormalmente grande de água no convés. É inviável drenar completamente essa água antes que a segunda onda atinja novamente o convés, aumentando o excedente. A terceira onda aumenta novamente a água acumulada, sobrecarregando rapidamente o barco.
O capitão Cooper do Arthur M. Anderson relatou que seu navio foi "atingido por dois vagalhões de 9,1 a 10,6 m por volta das 18h30. A primeira afundou as cabines da popa e danificou um bote salva-vidas, fazendo-o afundar em seu assento. A segunda onda, talvez com 10,6 m, atingiu a ponte de comando." Cooper continuou dizendo que esses dois vagalhões, possivelmente seguidos por um terceiro, continuaram na direção do Edmund Fitzgerald e devem te-lo atingido no tempo que ele naufragou. Essa teoria postula que as "três irmãs" agravaram os problemas de adernamento do Edmund Fitzgerald e que a sua baixa velocidade em mares revoltos permitiu que a água permanecesse no convés por mais tempo do que o normal.
O episódio "Edmund Fitzgerald", da série de televisão Dive Detetives de 2010, apresenta o tanque gerador de ondas do Instituto de Tecnologia Naval do Conselho Nacional de Pesquisa em Saint John's, e a simulação da incidência de uma onda de 17 m em um modelo em escala do Edmund Fitzgerald. A simulação indicou que uma onda como essa poderia submergir quase completamente a proa ou a popa do navio, pelo menos temporariamente.

### Teoria da inundação da carga
O relatório da USCG Marine Casualty, de 26 de julho de 1977, sugeriu que o acidente foi causado pelo fechamento ineficaz das escotilhas do navio. O relatório concluiu que esses dispositivos não conseguiram evitar que as ondas inundassem o porão de carga, e a inundação teria ocorrido gradualmente ao longo do último dia, provavelmente de maneira imperceptível, resultando em uma perda fatal de flutuabilidade e estabilidade. Como resultado, o Edmund Fitzgerald naufragaria sem aviso prévio. Imagens de vídeo do local do naufrágio mostraram que a maioria das braçadeiras das escotilhas estavam em perfeitas condições. O conselho da USCG Marine concluiu que os poucos grampos danificados eram provavelmente os únicos fixados. Como resultado, o fechamento ineficaz de suas escotilhas teria feito o Edmund Fitzgerald inundar e naufragar.
Desde o início do inquérito da USCG, as famílias de alguns dos tripulantes e organizações trabalhistas acreditavam que as descobertas da USCG poderiam estar erradas, porque haviam sérios questionamentos sobre a sua capacitação, bem como sobre mudanças no licenciamento e nas regras. Paul Trimble, vice-almirante aposentado da USCG e presidente da Lake Carriers Association (LCA), escreveu uma carta ao National Transportation Safety Board (NTSB) em 16 de setembro de 1977, que incluía as seguintes declarações de objeção às conclusões da USCG:
As tampas de escotilhas atuais são um projeto avançado e são consideradas por toda a indústria de transporte nos lagos o avanço mais significativo em relação às coberturas de folha telescópicas previamente usadas durante muitos anos. [...] As tampas de escotilha de uma peça provaram ser completamente satisfatórias em todas as condições climáticas, sem uma única perda de navio em quase 40 anos de uso [...] e sem acumulação de água em porões de carga [...].
Era uma prática comum para os cargueiros de minério, mesmo em mau tempo, embarcar sem que todos os grampos de carga estivessem presos nas tampas das escotilhas. O autor marítimo Wolff considera que, dependendo das condições climáticas todos os grampos podiam ser presos presos de um a dois dias. O capitão Paquette do Wilfred Sykes rejeitou as sugestões de que os grampos de trava de proteção tivessem feito o Edmund Fitzgerald naufragar. Ele disse que costumava navegar com bom tempo usando o número mínimo de grampos necessários para proteger as tampas das escotilhas.
Os resultados da NTSB de 4 de maio de 1978 diferiram da USCG. A NTSB fez as seguintes observações, baseadas na pesquisa CURV-III:
A tampa n.º 1 da escotilha estava totalmente dentro da escotilha n.º 1 e mostrava indicações de compressão por carga externa. Seções da braçarola no caminho da escotilha n.º 1 foram fraturadas e comprimidas para dentro. A tampa da escotilha n.º 2 estava faltando e a braçarola na escotilha n.º 2 estava fraturada e comprimida. As escotilhas n.º 3 e 4 estavam cobertas com lama; um canto da tampa da escotilha n.º 3 podia ser visto no lugar. A tampa da escotilha n.º 5 estava faltando. Uma série consecutiva de 16 grampos de cobertura de escotilhas foi observada na braçarola da escotilha n.º 5. Desta série, o primeiro e o oitavo estavam distorcidos ou quebrados. Todos os outros 14 grampos estavam intactos e na posição aberta. A escotilha n.º 6 estava aberta e sua tampa estava em pé, verticalmente na escotilha. Tampas de escotilha estavam faltando nas escotilhas n.º 7 e 8, e ambas as suas braçarolas estavam fraturadas e severamente distorcidas. A seção da proa terminava abruptamente logo depois da escotilha n.° 8 e o revestimento do convés foi arrancado, desde a separação até a extremidade dianteira da escotilha n.º 7.
A NTSB realizou estudos de computador, testes e análises para determinar as forças necessárias para destruir as tampas de escotilhas, e concluiu que o Edmund Fitzgerald naufragou subitamente devido à inundação do porão de carga, causada pelo "colapso de uma ou mais tampas sob o peso de ondas gigantes no convés" e não por uma inundação gradual causada pelo fechamentos ineficaz das tampas das escotilhas. A opinião divergente da NTSB afirmava que o Edmund Fitzgerald naufragou repentina e inesperadamente em consequência de ondas em empolamento.

### Teoria do banco de areia
A LCA acreditava que, em vez de vazamento na cobertura, a causa mais provável da perda do Edmund Fitzgerald seria seu choque com o leito oceânico em Six Fathom Shoal, à noroeste da ilha Caribou, quando a embarcação "sem saber bateu em um arrecife" durante o período em que o farol Whitefish Point e o rádio não estavam disponíveis como auxílios de navegação. Esta teoria foi apoiada por uma pesquisa hidrográfica canadense de 1976, que revelou que um banco de areia desconhecido estava uma milha mais à leste de Six Fathom Shoal do que era mostrado nos gráficos canadenses. Oficiais do Arthur M. Anderson observaram que o Edmund Fitzgerald navegou exatamente por essa área. A conjectura dos proponentes da teoria do Six Fathom Shoal afirmava que a cerca entortada do Edmund Fitzgerald, relatada por McSorley, só poderia ocorrer com o "arrufamento" do navio devido ao choque com o banco de areia, com a proa e a popa entortadas para baixo e a seção do meio do navio sendo levantada pelo banco de areia, de forma que os cabos se desalojassem ou rasgassem devido à tensão. Mergulhadores inspecionaram o Six Fathom Shoal depois do naufrágio e não encontraram evidências de "uma colisão recente ou encalhamento em parte alguma". Os escritores sobre assuntos marítimos Bishop e Stonehouse escreveram que a teoria do banco de areia foi mais tarde desafiada com base na maior qualidade de detalhes da fotografia de Shannon, de 1994, que "mostra explicitamente a devastação do Edmund Fitzgerald". A fotografia de Shannon da popa derrubada do Edmund Fitzgerald não mostrou "qualquer evidência no fundo da popa, na hélice ou no leme do navio que indique que o navio atingiu um banco de areia".
Stonehouse, em particular, argumentou que "diferentemente da Lake Carriers, a Guarda Costeira não tinha nenhum interesse no resultado de sua investigação". O autor Bishop relatou que o capitão Paquette, do Wilfred Sykes, argumentou que, por meio do seu apoio à teoria do banco de areia, a LCA representava os interesses da empresa de navegação ao defender uma teoria que isentava as empresas associadas da LCA, a American Bureau of Shipping (ABS) e a USCG, de qualquer culpa.
Paul Hainault, professor aposentado de engenharia mecânica da Michigan Technological University, promoveu uma teoria que começou como um projeto de sala-de-aula. Sua hipótese sustentava que o Edmund Fitzgerald chocou-se com o Superior Shoal às 9h30 de 10 de novembro. Este banco de areia, mapeado em 1929, é uma montanha submersa no meio do lago Superior, cerca de 80 km ao norte de Copper Harbor, Michigan. Ele possui picos pontiagudos que sobem quase até a superfície do lago, com profundidades variando de 6,7 a 121,9 m, e portanto consiste em uma ameaça à navegação. A descoberta do banco de areia resultou em uma mudança nas rotas de navegação recomendadas. Uma seicha, ou onda estacionária, que ocorreu durante o sistema de baixa pressão sobre o lago Superior em 10 de novembro de 1975, fez com que o lago subisse 0,91 m sobre os portões de Soo Locks e inundasse a Portage Avenue. em Sault Sainte Marie, Michigan, com 0,3 m de água. A teoria de Hainault sustentava que esta seicha contribuiu para que o Edmund Fitzgerald roçasse 61 m de seu casco contra o Superior Shoal, fazendo com que o casco fosse perfurado no meio do corpo do navio. A hipótese sustentava que a ação das ondas continuará a danificar o casco, até que o terço médio caiu como uma caixa, deixando o navio unido pelo convés central. A seção de popa teria agido como uma âncora e feito o Edmund Fitzgerald parar totalmente, fazendo com que tudo fosse arremessado para frente. O navio teria se partido na superfície em segundos. A pressão do ar comprimido teria feito um buraco na proa a estibordo, que teria afundou 18 graus em relação ao seu curso. A traseira teria continuado avançando com o motor ainda em funcionamento, emborcando e aterrando invertida.

### Teoria da falha estrutural
Outra teoria publicada sustenta que uma estrutura já enfraquecida e a modificação da linha de água de inverno do Edmund Fitzgerald (que permitiu maior carregamento e deslocamento mais baixo na água) possibilitaram que ondas grandes causassem uma fratura por tensão no casco. Essa teoria é baseada em grandes ondas "regulares" durante a tempestade, e não envolve necessariamente vagalhões.
A USCG e a NTSB investigaram se o Edmund Fitzgerald se desfez devido a uma falha estrutural do casco. Como a pesquisa da CURV III de 1976 descobriu que as seções do Edmund Fitzgerald estavam a 52 m umas das outras, o relatório das causas do naufrágio, de julho de 1977, concluiu que elas se separaram ao bater no fundo do lago. A NTSB chegou à mesma conclusão da USCG porque:
A proximidade das seções da proa e da popa no fundo do lago Superior indicou que a embarcação naufragou inteira e se dividiu quando bateu no fundo ou enquanto descia. Portanto, o Edmund Fitzgerald não sofreu uma falha estrutural maciça do casco enquanto se encontrava na superfície. [...] A posição final dos destroços indicou que, se o Edmund Fitzgerald tivesse emborcado, ele precisaria ter sofrido uma falha estrutural antes de atingir o fundo do lago. A seção de proa teria que se endireitar e a parte da popa teria que virar antes de pousar no fundo. Conclui-se, portanto, que o Edmund Fitzgerald não emborcou na superfície.
Outros autores concluíram que o Edmund Fitzgerald provavelmente dividiu-se em duas partes na superfície, antes de naufragar devido às ondas intensas, como os transportadores de minério SS Carl D. Bradley e SS Daniel J. Morrell. Depois que o historiador marítimo Frederick Stonehouse moderou o painel revisando as imagens de vídeo da pesquisa com ROV do Edmund Fitzgerald, de 1989, ele concluiu que a extensão da cobertura de taconite sobre o local do naufrágio mostrou que a popa havia flutuado na superfície por um curto período de tempo e derramado taconite na seção frontal; assim, as duas seções do naufrágio não teriam afundado ao mesmo tempo. A equipe de Shannon, em 1994, descobriu que a popa e a proa estavam a 78 m de distância, levando-o a concluir que o Edmund Fitzgerald havia se separado na superfície. Ele disse:
Esta localização não suporta a teoria de que o navio mergulhou em uma só peça, quebrando-se quando atingiu o fundo. Se isso fosse verdade, as duas seções estariam muito mais próximas. Além disso, o ângulo, a posição e o amontoamento de argila e lama no local indicam que a popa rolou sobre a superfície, derramando pelotas de minério de taconite de seu porão de carga cortado e, em seguida, aterrou sobre partes da carga em si.
A teoria da fratura por estresse foi apoiada pelo testemunho de ex-tripulantes. O ex-segundo-oficial náutico Richard Orgel, que trabalhou no Edmund Fitzgerald em 1972 e 1973, testemunhou que "o navio tinha uma tendência a curvar-se e saltar durante tempestades 'como um trampolim, depois que alguém acabou de saltar'". Orgel foi citado dizendo que a perda do Edmund Fitzgerald foi causada pelo colapso do casco, "pura e simplesmente. Detectei tensão indevida nos túneis laterais, examinando a tinta esmalte branca, que racharia e estilhaçaria quando submetida a um estresse severo." George H. "Red" Burgner, despenseiro durante dez temporadas no Edmund Fitzgerald e vigia do navio durante o inverno por sete anos, testemunhou em um depoimento que uma "quilha solta" contribuiu para a perda da embarcação. Burgner declarou ainda que "a quilha e suas sobrequilhas irmãs eram apenas 'soldadas fragilmente'" e que ele pessoalmente observara que muitas das soldas estavam quebradas. Burgner não foi solicitado a testemunhar perante a Junta de Inquérito da Marinha.
Quando a Corporação Bethlehem Steel (BSC) retirou permanentemente dos mares o navio irmã do Edmund Fitzgerald, o SS Arthur B. Homer, apenas cinco anos depois de gastar valores consideráveis para aumentar o seu comprimento, levantaram-se questões sobre se os dois navios tinham os mesmos problemas estruturais. Os dois navios foram construídos no mesmo estaleiro e utilizando juntas soldadas, ao invés das juntas rebitadas usadas em cargueiros de minério mais antigos. Juntas rebitadas permitem que um navio flexione e trabalhe em mares pesados, enquanto as juntas soldadas são mais propensas a quebrar. Relatórios indicam que os reparos no casco do Edmund Fitzgerald foram adiados em 1975, devido a planos de aumentar o comprimento do navio no próximo inverno. O Arthur B. Homer foi alongada para 251 m e recolocado em serviço em dezembro de 1975, pouco depois do Edmund Fitzgerald ter naufragado. Em 1978, sem explicação, a BSC negou permissão para o presidente da NTSB viajar no Arthur B. Homer, que foi permanentemente aposentado em 1980 e, por fim, desmanchado para sucata em 1987.
O arquiteto naval aposentado da GLEW, Raymond Ramsay, um dos membros da equipe de projeto que trabalhou no casco do Edmund Fitzgerald, analisou novamente suas linhas de carga aumentadas e histórico de manutenção, juntamente com a história de falha do casco do navio, e concluiu que Edmund Fitzgerald não estava em condições de navegar em 10 de novembro de 1975. Ele afirmou que o planejamento para tornar o Edmund Fitzgerald compatível com as restrições da Saint Lawrence Seaway havia colocado seu casco em uma "camisa de força". O projeto do Edmund Fitzgerald foi realizado sem o benefício de pesquisa, desenvolvimento, teste e avaliação, e a tecnologia analítica computadorizada não estava disponível no momento em que ele foi construído. Ramsay observou que o casco do Edmund Fitzgerald foi construído com um método de fabricação modular totalmente soldado (em vez de rebitado), que foi usado pela primeira vez no estaleiro da GLEW. Ramsay concluiu que o aumento do comprimento do casco para 222 m resultou em uma relação de esbeltez (relação entre o comprimento do navio e a profundidade de sua estrutura) que causou flexão e ressalto multi-axiais excessivos do casco, e que o casco deveria ter sido estruturalmente reforçado para lidar com seu comprimento aumentado.

### Teoria dos danos na parte superior
A USCG citou danos na parte superior como uma razão alternativa possível para o naufrágio do Edmund Fitzgerald, e supôs que o dano ao trilho de cerca e aberturas de ventilação possivelmente foi causado por um objeto flutuante pesado, como um tronco. O historiador e marinheiro Mark Thompson acredita que algo desprendeu-se do convés do Edmund Fitzgerald. Ele teorizou que a perda das entradas de ar resultou na inundação de dois tanques de lastro ou de um tanque de lastro e um túnel, que fizeram com que o navio adernasse. Thompson supôs ainda que danos mais extensos do que o capitão McSorley poderia detectar na ponte de comando permitiram que a água inundasse o porão de carga. Ele concluiu que o dano sofrido pelo Edmund Fitzgerald na parte superior, às 15h30 do dia 10 de novembro, conjugado ao mar agitado, era a explicação mais óbvia para o seu naufrágio.

## Possíveis fatores contribuintes
A USCG, a NTSB e todos os proponentes de teorias alternativas apontaram diversos possíveis fatores contribuintes para o naufrágio do Edmund Fitzgerald.

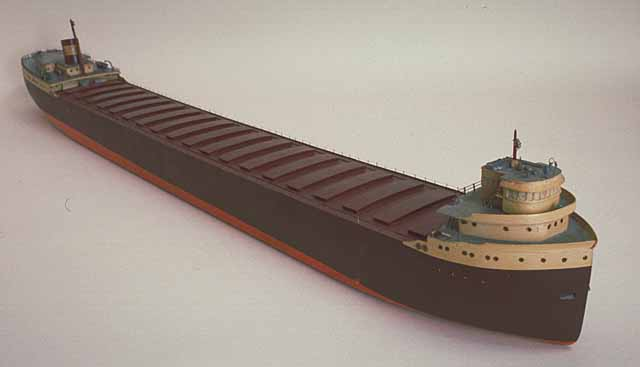
Um modelo em escala do SS Edmund Fitzgerald.

### Previsão do tempo
A previsão do tempo da NWS, em 9 de novembro de 1975, previa que uma tempestade passaria ao sul do lago Superior e sobre a península de Keweenaw, estendendo-se até o lago a partir da península superior de Michigan. O capitão Paquette do Wilfred Sykes vinha acompanhando e mapeando o sistema de baixa pressão em Oklahoma desde 8 de novembro, e concluiu que uma grande tempestade passaria pelo leste do lago Superior. Consequentemente, ele escolheu uma rota que deu uma maior proteção ao Wilfred Sykes e se refugiou em Thunder Bay, Ontário, durante o pior momento da tempestade. Com base na previsão da NWS, os navios Arthur M. Anderson e Edmund Fitzgerald iniciaram suas viagens pelo lago Superior, seguindo a rota regular da Lake Carriers Association, que os colocou no caminho da tempestade. A investigação da NTSB concluiu que a NWS não conseguiu prever com precisão as alturas das ondas em 10 de novembro. Depois de executar modelos de computador em 2005, usando dados meteorológicos reais de 10 de novembro de 1975, um membro da NWS comentou sobre a posição do Edmund Fitzgerald na tempestade: "Terminou precisamente no lugar errado, absolutamente no pior momento".

### Gráficos de navegação imprecisos
Depois de analisar testemunhos de que o Edmund Fitzgerald havia passado perto de bancos de areias ao norte da ilha Caribou, o Conselho Marítimo da USCG examinou os mapas de navegação relevantes. Eles descobriram que o mapa de navegação canadense de 1973, para a área do Six Fathom Shoal, foi baseado em levantamentos canadenses de 1916 e 1919, e que o mapa nº 9 da US Lake Survey, de 1973, incluía a notação "Áreas Canadenses. Para dados referentes às áreas canadenses, autoridades canadenses foram consultadas". Posteriormente, a pedido do Conselho da Marinha e do Comandante do Nono Distrito da USCG, o Serviço Hidrográfico Canadense realizou um levantamento na área ao redor das Ilhas Michipicoten e Caribou em 1976. A pesquisa revelou que o banco de areia estava a cerca de 1,6 km a leste do que o mostrado nos gráficos canadenses. A investigação da NTSB concluiu que, na época do naufrágio do Edmund Fitzgerald, o mapa nº 9 da US Lake Survey não era detalhado o suficiente para indicar que o Six Fathom Shoal era um perigo para a navegação.

### Falta de anteparas estanques
Mark Thompson, marinheiro mercante e autor de numerosos livros sobre navegação no Grandes Lagos, afirmou que, se seus porões de carga tivessem subdivisões estanques, "o Edmund Fitzgerald poderia ter chegado à Whitefish Bay". Frederick Stonehouse também afirmou que a falta de anteparas impermeáveis fez o Edmund Fitzgerald naufragar:
O transportador de minério dos Grandes Lagos é hoje o navio mais financeiramente eficiente do comércio marítimo. Mas é apenas uma barcaça motorizada! É o mais inseguro dos navios comerciais em uso. Não tem praticamente nenhuma integridade estanque. Teoricamente, um furo de uma polegada em seu porão de carga o fará naufragar.
Stonehouse incitou projetistas e construtores de navios a produzirem transportadores de cargas mais parecidos com navios e menos assemelhadas a "super-barcaças motorizadas", fazendo a seguinte comparação:
Compare isso [o Edmund Fitzgerald] com a história do SS Maumee, um petroleiro oceânico que bateu recentemente em um iceberg, perto do Polo Sul. A colisão fez um buraco na proa do navio, grande o suficiente para introduzir um caminhão, mas o Maumee foi capaz de viajar para o outro lado do mundo, para um pátio de reparos, sem dificuldade, porque ele estava equipado com anteparas estanques.
Depois que o Edmund Fitzgerald naufragou, as companhias de navegação dos Grandes Lagos foram acusadas de valorizar mais as cargas úteis do que a vida humana, já que o seu compartimento de carga de 24 379 m3 havia sido dividido por duas anteparas "blindadas" não estanques. A investigação da NTSB sobre o Edmund Fitzgerald concluiu que os cargueiros dos Grandes Lagos deveriam ser construídos com anteparas estanques nos seus porões de carga.
A USCG propôs regras para anteparas impermeáveis nos navios dos Grandes Lagos, desde o naufrágio do Daniel J. Morrell em 1966, e voltou a fazê-lo após o naufrágio do Edmund Fitzgerald, argumentando que isso permitiria que os navios se refugiassem ou pelo menos aos membros da tripulação abandonar o navio de forma ordenada. A LCA representou os proprietários de frotas dos Grandes Lagos e foi capaz de evitar regulamentos de subdivisão estanques argumentando que isso causaria dificuldades econômicas para os operadores das embarcações. A partir de 1975 algumas operadoras de navios construíram navios para os Grandes Lagos com compartimentos estanques nos porões de carga, mas a maioria dos navios que operam naquela região é incapaz de impedir a inundação de toda sua área de carga.

### Falta de instrumentação
Ecobatímetros não eram exigidos nos regulamentos da USCG, e, embora ecobatímetros estivessem disponíveis na época de seu naufrágio, o Edmund Fitzgerald não estava equipado com um aparelho desse tipo. Em vez disso, uma sonda batimétrica manual era o único método de que dispunha para realizar sondagens de profundidade. A sonda manual consistia em um pedaço de corda com nós em intervalos regulares, e com um peso de chumbo em sua ponta. A corda era lançada da proa do navio, e a contagem dos nós permitia medir a profundidade da água. A investigação da NTSB concluiu que um ecobatímetro teria fornecido dados adicionais de navegação à equipe do Edmund Fitzgerald, e a tornaria menos dependente da tripulação do Arthur M. Anderson para assisti-la na navegação.
O Edmund Fitzgerald não tinha nenhum sistema para monitorar a presença ou quantidade de água em seu porão de carga, embora sempre houvesse um pouco de água presente. A intensidade da tempestade de 10 de novembro tornou difícil, se não impossível, o acesso às escotilhas do convés superior (plataforma sobre os porões de carga). O Conselho Marítimo da USCG descobriu que a inundação do porão não poderia ter sido detectada antes que a água atingisse o topo da carga de taconite, e a investigação da NTSB concluiu que seria impossível bombear a água do porão quando ele contivesse carga a granel. O Conselho Marítimo observou que, como o Edmund Fitzgerald não tinha um sistema de medição do calado, a tripulação não tinha como determinar se a embarcação havia perdido borda livre (o nível do convés de um navio acima da água).

### Linha de carga aumentada, borda livre reduzida
A USCG aumentou a linha de carga do Edmund Fitzgerald em 1969, 1971 e 1973, permitindo uma borda livre 997 mm menor do que era originalmente permitido, em 1958, para navios da categoria a que pertencia o modelo do Edmund Fitzgerald. Como consequência disso, durante a tempestade de 10 de novembro o convés do Edmund Fitzgerald se encontrava a apenas 3,5 m da água, enquanto enfrentava ondas de 11 m. O capitão Paquette, da Wilfred Sykes, observou que essa mudança permitiu carregar o Edmund Fitzgerald com quatro mil toneladas além daquilo para o qual ele fora projetado.
Quando a USCG começou a aumentar a linha de carga do Edmund Fitzgerald, surgiram preocupações com a solda da sua quilha. Esse aumento e a consequente redução da borda livre diminuíram a flutuabilidade da reserva crítica da embarcação. Antes dos aumentos da linha de carga, o navio era considerado uma "boa embarcação de trabalho", mas depois o Edmund Fitzgerald tornou-se um navio lento, com tempos de resposta e recuperação mais longos. O capitão McSorley disse que não gostou do comportamento do navio, que ele descreveu como "uma coisa instável" que o assustara. Em mares revoltos a proa do Edmund Fitzgerald oscilava de um lado para outro sem se recuperar, e fazia um barulho não ouvido em outros navios.

### Manutenção
Os investigadores da NTSB observaram que o deslocamento anterior do Edmund Fitzgerald pode ter causado danos não detectados que levaram a grandes falhas estruturais durante a tempestade, uma vez que normalmente os navios dos Grandes Lagos eram secos para inspeção apenas uma vez a cada cinco anos. Também foi alegado que, quando comparado com o capitão anterior do Edmund Fitzgerald, McSorley não respeitou a manutenção de rotina e não confrontou seus companheiros sobre o trabalho necessário. Quando August B. Herbel Jr., presidente da ASTM, examinou fotografias das soldas do Edmund Fitzgerald, ele afirmou que "o casco estava sendo mantido junto com pedaços de remendos". Outras questões foram levantadas sobre os motivos que levaram a USCG a não descobrir e tomar medidas corretivas quanto a isso em sua inspeção de 1975 do Edmund Fitzgerald, uma vez que suas amuradas, juntas e grampos encontravam-se mal conservados.

### Complacência
Na fatídica noite de 10 de novembro de 1975 McSorley relatou que nunca havia visto ondas tão grandes como aquelas. Paquette, capitão do Wilfred Sykes, disse, em relação à mesma tempestade, que "era um mar monstruoso enchendo de água sólida o convés de todos os navios". A USCG só divulgou que todos os navios deveriam procurar uma ancoragem segura depois das 15h35 de 10 de novembro, muitas horas depois que o tempo evoluiu de um vendaval para uma tempestade.
McSorley era conhecido como um "capitão de temporal" que "surrava" o Edmund Fitzgerald e "raramente se preparava para o clima". Paquette sustentou a opinião de que o naufrágio do Edmund Fitzgerald foi causado por negligência. Ele disse que em sua opinião "todos os eventos subsequentes ocorreram porque (McSorley) continuou abusando o navio e não teve treinamento suficiente em previsão do tempo para usar o bom senso e escolher uma rota para afastar-se do pior dos ventos e mares". O navio de Paquette foi o primeiro a chegar a um porto de descarga após a tempestade de 10 de novembro, e foi recebido por advogados da companhia, que vieram encontra-lo a bordo do Sykes. Ele disse a eles que a perda do Edmund Fitzgerald foi causada por negligência. Paquette nunca foi solicitado a testemunhar durante as investigações da USCG ou da NTSB.
A investigação da NTSB observou que os navios de carga dos Grandes Lagos poderiam normalmente evitar tempestades severas, e apelou pelo estabelecimento de um limite, quanto ao estado de navegabilidade do mar, aplicável aos navios de carga a granel dos Grandes Lagos. Isso restringiria a operação de embarcações quando o mar se encontrasse em um estado de agitação acima do valor limite. Uma preocupação era que as companhias de navegação pressionavam os capitães para entregarem suas cargas o mais rápido e barato possível, independentemente de mau tempo. Na época do naufrágio do Edmund Fitzgerald não haviam evidências de que qualquer agência governamental reguladora tentasse controlar o movimento de embarcações em tempo ruim, apesar do histórico de centenas de navios dos Grandes Lagos que haviam sido destruídos em tempestades. A USCG assumiu a posição de que apenas o capitão poderia decidir quando era seguro navegar.
A USCG Marine Board emitiu a seguinte conclusão:
A natureza da navegação nos Grandes Lagos, com viagens curtas, na maior parte do tempo em águas muito protegidas, frequentemente com a mesma rotina de viagem em viagem, leva à complacência e a uma atitude excessivamente otimista em relação às condições climáticas extremas que podem existir. O Conselho Marítimo considera que por vezes essa atitude leva ao adiamento de manutenções e reparos, na ausência de preparação adequada para o clima ruim e na convicção de que, uma vez que refúgios estão próximos, é possível proteger-se ao "correr para eles". Embora seja verdade que as condições de navegação são boas durante a temporada de verão, mudanças podem ocorrer abruptamente, com tempestades severas e condições extremas de clima e mar surgindo rapidamente. Este trágico acidente aponta para a necessidade, de todas as pessoas envolvidas na navegação nos Grandes Lagos, de promover uma maior conscientização sobre os perigos que existem.
Mark Thompson argumentou que "a Guarda Costeira expôs a [sua] própria complacência", culpando a complacência de todo o setor da navegação pelo naufrágio do Edmund Fitzgerald, uma vez ela havia inspecionado o Edmund Fitzgerald apenas duas semanas antes do seu naufrágio. A perda do Edmund Fitzgerald também expôs a falta de capacidade de resgate da USCG no Lago Superior. Thompson disse que cortes orçamentários em andamento limitaram a capacidade da USCG de realizar suas funções históricas. Ele notou ainda que os navios de resgate da USCG provavelmente não atingiriam o local de um incidente no Lago Superior ou no Lago Huron dentro de 6 a 12 horas de sua ocorrência.

## Consequências jurídicas
De acordo com o direito marítimo internacional, os navios se sujeitam à jurisdição dos tribunais do almirantado de seu país de bandeira. Como o Edmund Fitzgerald estava navegando sob a bandeira dos Estados Unidos, apesar de ter naufragado em águas estrangeiras (canadenses), ele estava sujeito à jurisdição do Almirantado dos Estados Unidos. Com um valor de 24 milhões de dólares, a perda financeira resultante do naufrágio do Edmund Fitzgerald foi a maior da história da navegação dos Grandes Lagos. Além da tripulação, 26 116 toneladas de deslocamento (29 250 toneladas curtas; 26 535 toneladas) de taconite afundaram junto com a embarcação. Duas viúvas de tripulantes entraram com uma ação judicial de 1,5 milhão de dólares contra a proprietária do Edmund Fitzgerald, a Northwestern Mutual, e sua operadora, a Oglebay Norton Corporation, uma semana depois que o navio naufragou. Uma ação adicional de 2,1 milhões foi posteriormente arquivada. A Oglebay Norton submeteu posteriormente uma petição ao Tribunal Distrital dos Estados Unidos para "limitar sua responsabilidade a 817,9 mil dólares, em conexão com outros processos movidos por famílias de membros da tripulação". A empresa pagou indenizações às famílias dos sobreviventes por cerca de doze meses, em antecipação aos resultados oficiais da causa provável do naufrágio e impondo confidencialidade aos acordos com as famílias. Robert Hemming, um repórter e editor de jornal, argumentou em seu livro sobre o Edmund Fitzgerald que as conclusões da USCG "foram positivas em não culpar a companhia ou o capitão [...] e salvaram a Oglebay Norton de ações judiciais muito caras, das famílias da tripulação perdida".

## Consequências na navegação nos Grandes Lagos
A investigação da USCG sobre o naufrágio do Edmund Fitzgerald resultou em quinze recomendações sobre linhas de carga, integridade contra intempéries, capacidade de busca e salvamento, equipamento salva-vidas, treinamento de tripulação, manuais de carga e fornecimento de informações aos comandantes dos navios dos Grandes Lagos. A investigação da NTSB resultou em dezenove recomendações para a USCG, quatro recomendações para a ABS e duas recomendações para a NOAA. Das recomendações oficiais, foram implementadas as seguintes ações e regulamentos da USCG:
1. A partir de 1977 a USCG passou a exigir que todas as embarcações de mais de 1 600 toneladas de arqueação bruta usassem detectores de profundidade.[178]
2. Desde 1980 roupas de sobrevivência tornaram-se obrigatórias a bordo, nos quartos de cada tripulante e em seus postos de trabalho habituais, com luzes estroboscópicas afixadas nos coletes salva-vidas e nas roupas de sobrevivência.[179]
3. Em 1980 foi implementado um sistema de posicionamento LORAN-C para navegação nos Grandes Lagos e, nos anos 90, ele foi substituído por um sistema de GPS.[180]
4. EPIRBs passaram a ser instalados em todos os navios dos Grandes Lagos, para localização imediata e precisa de tripulantes, em caso de desastre.[179]
5. Mapas de navegação do nordeste do Lago Superior foram melhorados quanto à sua precisão e detalhamento.[181]
6. A NOAA reviu seu método para previsão de alturas de ondas.[181]
7. A USCG revogou a emenda do Regulamento da Linha de Carga de 1973, que permitia a redução das cargas de borda livre.[182]
8. A USCG iniciou um programa anual de inspeção em antecipação ao mês de novembro de cada ano (início do inverno), conforme recomendado pela NTSB. "Os inspetores da Guarda Costeira agora embarcam em todos os navios dos Estados Unidos durante o outono, para inspecionar escotilhas e tampas de ventilação e equipamentos salva-vidas."[183]

Karl Bohnak, um meteorologista da Upper Peninsula, tratou do naufrágio e da tempestade em um livro sobre a história do clima local. Neste livro, Joe Warren, um marujo do Arthur M. Anderson durante os eventos de 10 de novembro de 1975, disse que a tempestade mudou a maneira como as coisas eram feitas. Segundo ele, "Depois disso, confie em mim, quando um vendaval aparecia nós largávamos o gancho [âncora]. Nós largamos o gancho porque eles descobriram que os grandões podiam afundar." Mark Thompson escreveu que "Desde a perda do Fitz, alguns capitães podem ser mais propensos a ancorar, em vez de se aventurarem em uma tempestade severa, mas ainda há muitos que gostam de se retratar como 'marinheiros de temporais'".

## Memoriais
No dia seguinte ao acidente, a Igreja dos Marinheiros em Detroit tocou seus sinos 29 vezes; uma vez para cada vida perdida. A igreja continuou a realizar um memorial anual, lendo os nomes dos tripulantes e tocando o sino da igreja, até 2006, quando a igreja ampliou sua cerimônia memorial para comemorar todas as vidas perdidas nos Grandes Lagos.
O sino do navio foi recuperado do naufrágio em 4 de julho de 1995. Uma réplica gravada com os nomes dos 29 marinheiros que perderam suas vidas substituiu o original no naufrágio. Um documento legal assinado por 46 parentes dos falecidos, funcionários da Igreja dos Marinheiros de Detroit e da Sociedade Histórica dos Naufrágios dos Grandes Lagos (GLSHS) "doou a guarda e conservação" do sino à GLSHS, para que ele fosse "incorporado em um memorial permanente em Whitefish Point, Michigan, para homenagear a memória dos 29 homens do SS Edmund Fitzgerald". Os termos do contrato legal responsabilizavam a GLSHS pela manutenção do sino e a proibiram de vender, mover ou utilizar o sino para fins comerciais. Os termos previam a transferência do sino para a Igreja dos Marinheiros de Detroit, caso os mesmos fossem violados.
Um incidente ocorreu em 1995, quando um trabalhador de manutenção de Saint Ignace, Michigan removeu o revestimento protetor do sino, que fora aplicado por especialistas da Universidade Estadual de Michigan. A controvérsia continuou quando o Museu dos Naufrágios dos Grandes Lagos tentou usar o sino como uma atração turística em 1996. Parentes da tripulação interromperam esta iniciativa, alegando que o sino estava sendo usado como um "troféu de viagem". O sino está agora em exibição no Museu dos Naufrágios dos Grandes Lagos em Whitefish Point, perto de Paradise, Michigan.
Uma âncora do Edmund Fitzgerald, perdida em uma viagem anterior, foi recuperada do rio Detroit e está em exibição no museu Dossin Great Lakes, em Detroit. Este museu também hospeda um evento, chamado Memorial dos Marinheiros Perdidos, todos os anos na noite de 10 de novembro. Artefatos em exibição no museu Steamship Valley Camp, em Sault Sainte Marie, inclui dois botes salva-vidas, fotos e um filme do Edmund Fitzgerald e modelos comemorativos e pinturas. Todo dia 10 de novembro o Farol de Split Rock, em Silver Bay, Minnesota, emite uma luz em homenagem ao Edmund Fitzgerald.
Em 8 de agosto de 2007, ao longo de uma costa remota do Lago Superior, na península de Keweenaw, uma família de Michigan descobriu uma bóia salva-vidas que parecia ter vindo do Edmund Fitzgerald. Ela tinha marcas diferentes das boias encontradas no local do naufrágio e foi considerada um embuste. Mais tarde, determinou-se que a boia não era do Edmund Fitzgerald, mas fora perdida pelo dono, cujo pai a fizera como um memorial pessoal.
Em 2015 a Royal Canadian Mint comemorou os quarenta anos do naufrágio do Edmund Fitzgerald com uma moeda de colecionador de prata colorida, com um valor nominal de 20 dólares canadenses.

### Homenagens musicais e teatrais
Em 1976 o cantor e compositor Gordon Lightfoot, nascido em Ontário, escreveu, compôs e gravou a música "The Wreck of the Edmund Fitzgerald" para o seu álbum Summertime Dream. No Saturday Morning Edition da National Public Radio, em 14 de fevereiro de 2015, Gordon Lightfoot disse que se inspirou para escrever a música quando viu o nome grafado "Edmond" na revista Newsweek duas semanas após o naufrágio; Lightfoot disse que sentiu que isso desonrou a memória dos 29 que morreram. A popular balada de Lightfoot fez do naufrágio do Edmund Fitzgerald um dos mais conhecidos desastres da história dos navios dos Grandes Lagos. A letra original da música mostra um grau de licença artística em comparação com os eventos do real naufrágio, ao declarar o destino do navio como Cleveland em vez de Detroit. Além disso, à luz de novas evidências sobre o que aconteceu, Lightfoot modificou uma linha para performances ao vivo, sendo a estrofe original: 
When suppertime came the old cook came on deck,
Saying 'Fellas, it's too rough to feed ya.'
At 7 p.m. a main hatchway caved in, 
He said, 'Fellas, it's been good to know ya.'
 Lightfoot mudou a terceira linha para "At 7 p.m. it grew dark, it was then,".
A música foi regravada por muitos artistas. A banda de rock de Toronto Rheostatics fez um cover da canção para seu segundo álbum, Melville, e também para seu álbum ao vivo Double Live. A The Dandy Warhols também fez uma versão cover da música em seu álbum The Black Album/Come On Feel The Dandy Warhols, de 2004.
Em 1986 o escritor Steven Dietz e o compositor e letrista Eric Peltoniemi escreveram o musical Ten November em memória do naufrágio do Edmund Fitzgerald. Em 2005 a peça foi reeditada em uma versão de concerto, chamada The Gales of November, que foi aberta no trigésimo aniversário do naufrágio no Teatro Fitzgerald, em Saint Paul, Minnesota. Shelley Russell, professora de teatro na Northern Michigan University, escreveu uma peça chamada Holdin' Our Own, que refere-se aos eventos do naufrágio; a peça foi encenada na universidade, em 2000.
Um concerto de piano intitulado The Edmund Fitzgerald foi realizado pelo compositor estadunidense Geoffrey Peterson em 2002; estreou com apresentação da Orquestra Sinfônica de Sault, em Sault Sainte Marie, Ontário, em novembro de 2005, como mais uma comemoração do trigésimo ano do naufrágio.

### Comercialização
A fama da imagem e da narrativa histórica do Edmund Fitzgerald tornaram-se domínio público e, portanto, sujeitas à comercialização. Uma "indústria artesanal" cresceu na região dos Grandes Lagos de Two Harbors, Minnesota, até Whitefish Point, o "ponto zero" do incidente. Diversos itens encontram-se à venda, incluindo enfeites de natal, camisetas, canecas de café, a Cerveja Edmund Fitzgerald, vídeos e diversos outros itens comemorativos do navio e do seu naufrágio.